# NGC 2521
NGC 2521 è una galassia lenticolare situata nella costellazione della Lince, a una distanza di circa 270 milioni di anni luce dalla nostra Via Lattea.

## Scoperta
La galassia è stata scoperta il 9 febbraio 1831 dall'astronomo britannico John Herschel.